# Episodi di Shaun, vita da pecora (quarta stagione)
Questa voce contiene l'elenco degli episodi della quarta stagione della serie TV animata Shaun, vita da pecora. In Italia viene trasmesso dal 29 giugno al 4 luglio 2015 su Rai Yoyo.
| n° (serie) | n° (stagione) | Titolo originale      | Titolo italiano             | Prima TV Gran Bretagna | Prima TV Italia |
| ---------- | ------------- | --------------------- | --------------------------- | ---------------------- | --------------- |
| 101        | 1             | Cones                 | Coni gelato                 | 3 febbraio 2014        | 29 giugno 2015  |
| 102        | 2             | Caught Short Alien    | L'alieno                    | 4 febbraio 2014        | 29 giugno 2015  |
| 103        | 3             | Happy Birthday Timmy! | Buon compleanno Timmy!      | 5 febbraio 2014        | 29 giugno 2015  |
| 104        | 4             | The Genie             | Il genio                    | 6 febbraio 2014        | 29 giugno 2015  |
| 105        | 5             | 3DTV                  | Il televisore 3D            | 7 febbraio 2014        | 29 giugno 2015  |
| 106        | 6             | The Smelly Farmer     | Il contadino puzzolente     | 10 febbraio 2014       | 30 giugno 2015  |
| 107        | 7             | DIY                   | Chi fa da sé...             | 11 febbraio 2014       | 30 giugno 2015  |
| 108        | 8             | The Rabbit            | Il coniglio domestico       | 12 febbraio 2014       | 30 giugno 2015  |
| 109        | 9             | Prize Possession      | Il biglietto della lotteria | 13 febbraio 2014       | 30 giugno 2015  |
| 110        | 10            | The Spider            | Il ragno                    | 14 febbraio 2014       | 30 giugno 2015  |
| 111        | 11            | The looney tic        | Lo strano tic               | 17 febbraio 2014       | 1º luglio 2015  |
| 112        | 12            | Men at Work           | Squadra al lavoro           | 18 febbraio 2014       | 1º luglio 2015  |
| 113        | 13            | The Dog Show          | Lo show di Bitzer           | 19 febbraio 2014       | 1º luglio 2015  |
| 114        | 14            | Missing Piece         | Il tassello mancante        | 20 febbraio 2014       | 1º luglio 2015  |
| 115        | 15            | Wildlife Watch        | Bird watching               | 21 febbraio 2014       | 1º luglio 2015  |
| 116        | 16            | The Pelican           | Il pellicano                | 24 febbraio 2014       | 2 luglio 2015   |
| 117        | 17            | Bad Boy               | Il monello                  | 25 febbraio 2014       | 2 luglio 2015   |
| 118        | 18            | Remote Control        | Il telecomando              | 26 febbraio 2014       | 2 luglio 2015   |
| 119        | 19            | Phoney Farmer         | Il contadino disonesto      | 27 febbraio 2014       | 2 luglio 2015   |
| 120        | 20            | Ground Dog Day        | Monotonia quotidiana        | 21 aprile 2014         | 2 luglio 2015   |
| 121        | 21            | The Intruder          | L'intruso                   | 8 dicembre 2014        | 3 luglio 2015   |
| 122        | 22            | Bitzer a for Day      | Bitzer per un giorno        | 9 dicembre 2014        | 3 luglio 2015   |
| 123        | 23            | Bitzer's Secret       | Il segreto di Bitzer        | 10 dicembre 2014       | 3 luglio 2015   |
| 124        | 24            | Pingpong Poacher      | Il cacciatore di frodo      | 11 dicembre 2014       | 3 luglio 2015   |
| 125        | 25            | Hidden Talents        | I talenti nascosti          | 12 dicembre 2014       | 3 luglio 2015   |
| 126        | 26            | Picture Perfect       | Il ritratto perfetto        | 15 dicembre 2014       | 4 luglio 2015   |
| 127        | 27            | Save the Dump         | Salviamo i rifiuti          | 16 dicembre 2014       | 4 luglio 2015   |
| 128        | 28            | Duck!                 | Anatre!                     | 17 dicembre 2014       | 4 luglio 2015   |
| 129        | 29            | The Stare             | L'ipnosi                    | 18 dicembre 2014       | 4 luglio 2015   |
| 130        | 30            | Fruit and Nuts        | Un complice indesiderato    | 19 dicembre 2014       | 4 luglio 2015   |